# Francesco Savino

Wappen von Francesco Savino

Francesco Savino (* 13. November 1954 in Bitonto, Provinz Bari, Italien) ist ein italienischer Geistlicher und römisch-katholischer Bischof von Cassano all’Jonio.

## Leben
Francesco Savino empfing am 24. August 1978 das Sakrament der Priesterweihe für das Erzbistum Bari-Bitonto.
Am 28. Februar 2015 ernannte ihn Papst Franziskus zum Bischof von Cassano all’Jonio. Die Bischofsweihe spendete ihm der Erzbischof von Bari-Bitonto, Francesco Cacucci, am 2. Mai desselben Jahres. Mitkonsekratoren waren sein Amtsvorgänger Nunzio Galantino und der Altbischof von Prato, Gastone Simoni. Die Amtseinführung im Bistum Cassano all’Jonio fand am 31. Mai 2015 statt.